# BØY (漫畫)
《橫行太保》（BØY）為日本漫畫家梅澤春人所繪製的漫畫作品，故事以校園青春、熱血和搞笑為題材，在《週刊少年Jump》（集英社）連載。
台灣大然文化代理，大然倒閉後，後來尖端出版社再次代理，之前大然文化代理標題為《神行太保》，後來尖端重新命名為《BOY聖子到》，尖端出版代理發行文庫版標題為《橫行太保》。

## 作品概要
先以《HARELUYA》的前身故事登上少年JUMP連載，頗受好評，於是將設定改變，強化了不良要素後推出了《神行太保》，順利的成為長篇的連載。
《神行太保》蘊藏著叛逆態度的「搖滾精神」在裡面，不斷地告訴我們要用堅持的意志力來實現夢想，去打碎一切的骯髒和腐敗，大聲地對自由意志呼喚，擺脫被控制的生活方式。
漫畫吸引人的地方，不只在於拳腳搏鬥帶來的視覺衝擊，也在於它盡情揮灑著青春血淚，不顧一切追求夢想的心情。本作風格類似銀魂，是由汗水、淚水以及笑聲所編織而成的。

## 劇情簡介
私立樂園高中一年級生日日野晴矢，擁有征服世界的野心，以自己的實力打敗了一票又一票的惡人敗類。他與搖滾少年一条誠,夢想去巴黎學繪畫成為畫家的崗本清志郎，以及將來想做個珠寶設計師的山奈美露，一起創造了一個又一個奇跡，交織成豐富的故事。
跟大多數校園暴力類型的漫畫一樣，《神行太保BOY》是採單元故事的模式，日日野晴矢和他的同伴遭遇到許許多多的問題，並不時會有壞人向他們伸出魔爪，但是他們總能齊心合力克服難關，把敵人一個個擊倒。

## 登場人物

### 主要角色
日日野晴矢（ひびの ハレルヤ）
聲：三木眞一郎（日本）；孫中台／趙明哲（台灣）；郭立文（香港）
第一男主角。在故事開始時是私立樂園高校1年5班的男學生。以無敵的姿態統領整部漫畫的熱血度滿點。
無敵之名是被日日野踩在腳下的對手為他堆砌的，也是本人所一再鼓吹的。他不是個以合理方式存在的人物，時常從背後掏出球棒和平底鍋，有時還會掏出如火鍋、網子甚至螃蟹等東西。
性格魯莽，將身邊的人稱為「部下」。他是不良少年，生活的主要構成是跟一波波新的敵人打架鬥毆。惡魔才是最適合日日野的定位。
他有屬於自己的一套生存法則，常人無法理解的思維方式，以「征服世界」為目標。這句話伴隨著日日野一路升級的實力，掀起了故事中的無數次高潮。看起來外表狂野，但內心溫柔——只是溫柔這個詞和他太過格格不入。
以暴制暴是他的風格，把信念灌注鐵拳，一擊必殺。證明自己無敵的同時一步步實踐自己所謂的夢想，同時也守護朋友們以及他們的夢想，雖不真實，但是不虛幻。
是「所有漫畫中唯一無敵的男主角，完全沒有弱點」是網友冠之與其的殊榮。
一条誠（いちじょう まこと）
聲：有馬克明（日本）；李香生（台灣）；雷霆（香港）
在故事開始時是樂高1年5班的男學生。被日日野稱作悶聲色狼。雖然他們經常吵架，但在危難時候，他們會十分合拍。比起一邊耳朵戴耳環的日日野，留著棕色長髪的一條誠更有不良少年的感覺。常用的武器「匹克」。
被粉絲稱為搖滾之神。是搖滾樂隊的主唱，有晴矢、雨宮、椎名干。女友是伊部麗子，曾經喜歡的人是君島祥子。對於生命中至關重要的是朋友、搖滾以及信念。
BOY是以刺青的形式出現在一條誠的胳膊上的，「提醒自己活得像個男子漢」。一條懷著這樣的想法，把三個英文字母連同一種精神刻進血肉。
岡本清志朗（おかもと きよしろう）
聲：上田祐司（日本）；劉傑（台灣）；羅偉杰（香港）
本作以清志朗作為第一人稱在描述故事。故事開始時是樂高1年5班的男學生。是個冒著傻氣的愣頭青。在一次誤入地痞流氓的地盤並被勒索錢財時，意外被日日野所救並因此結識他。
比同齡人矮上一截，青澀的髮型就像一個國中生。極富正義感和愛心。夢想是到法國學畫並成為職業畫家，而為了實踐夢想常在工地裡打工，也因此擁有與身形不符的力氣。
與山奈美露為情侶關係。
山奈美露（やまな みちる）
聲：三浦七緒子（日本）；汪世瑋（台灣）；周文瑛（香港）
本作女主角。故事開始時是樂高高校1年級的學生。
最初在街上擺攤賣自己製作的手工藝品，並因此巧遇日日野和清志朗，隨後遇上幫派搶劫。被搶走的東西後來被日日野和清志朗奪回，也因此對清志朗產生好感。夢想是成為珠寶設計師。
與岡本清志朗為情侶關係。

### 次要角色
日日野晴霽（ひびの はればれ）
聲：松尾銀三（日本）；陸頌愚（香港）
是晴矢的父親，格鬥能力很強的神父。在前傳作品中和晴矢是上帝跟上帝之子的關係。
揉山正象（もみやま しょうぞう）
聲：梁田清之（日本）；黃志明（香港）
初登場時為私立楽園高校3年生的男子學生。外表看似三四十歲的中年人，實際上卻是十八歲的高中生。
故事一開始是樂園高中的老大，但被復學的日日野輕鬆擊倒，其實實力不算弱，在一般人之上，喜歡美女，壞主意很多，但其實不算個大壞人，有時候還頗講義氣的，有個跟自己完全長得不像的可愛妹妹．揉山靜花，非常疼愛她。
伊部麗子（いぶ れいこ）
聲：鶴弘美（日本）；龍德瓊（香港）
初登場時為摩天学院高校3年女子學生。不像日本人的外貌，更不像高中生的性感身體，特徵是巨乳，原本是以惡役角色登場的，但後來歷經多事後，迷戀上了一条，後來單方面的替一条付出，最終似乎兩情相悅。
北原俊太朗（きたはら しゅんたろう）
聲：立木文彦（日本）
初登場時與晴矢爭奪掉落在地上的銅板。看起來是個流浪漢，但實際上為世界知名的畫家。妻子瑪莉安奴住院而病危時，為了她而畫下醫院窗外的景色，但尚未完成時妻子就往生了。該作品後來被藝評家稱作《未完成的畫》，價格亦水漲船高，不少商人想收購。但北原選擇將該畫埋進其妻子的墓裡，然而有商人挖開墓，並試圖帶走作品。北原隨即將其打成重傷，並拋下一切離開法國。
而後有商人以暴力脅迫的逼迫北原交出畫作，所幸被日日野解救。
為清志郎崇拜的人物。
畢卡索（ピカソ）
聲：佐佐木菜摘（日本）
北原所養的貓。
雨宮拓矢（あまみや たくや）
初登場時為楽園北中学的3年生。是搖滾樂隊的成員。日日野都叫他余公。
椎名幹（しいな まさし）
初登場時為楽園北中学的3年生。是搖滾樂隊的成員。日日野都叫他蘑菇頭。
山之上春香（やまのうえ はるか）
初登場時為楽園高校保健医新任女性教師，23歳。原型取自前傳作品中的修女角色。
擁有比他人強大數倍的正義感，原因在於家人遭受車禍事故而亡，只有自己一人存活，繼承父母與兄長的血，這就是山之上春香，因為出場的晚，加上愛管閒事，曾多次被捉住，遭受殘酷的對待，再由日日野英雄救美，對日日野有好感，日日野也只聽她的話。

### 篇章角色
澤村直己（さわむら ナオキ）
一条誠的歌迷。
森山、賀都（カズ）
聲：有澤俊浩、吉田孝（日本）

師傅（DALI）（マスター）

師傅（關東煮店）（マスター）

本城勇一（ほんじょう ゆういち）
聲：結城比呂（日本）
楽高棒球社主将。
君島祥子（きみしま しょうこ）
一条誠的好友。
風間憂作（かざま ゆうさく）
一条誠的好友。
赤川順平（あかがわ じゅんぺい）

愛原惠美（あいはら めぐみ）
聲：半場友恵（日本）
山奈的學妹。
揉山静花（もみやま しずか）
聲：白鳥由里（日本）
正象的妹妹。
桃山太郎（ももやま たろう）
聲：柊美冬（日本）
喜歡格鬥遊戲的小學生。
森下由紀（もりした ゆき）
雨宮和椎名的學妹。
姫乃木彩（ひめのぎ あや）
花魁高校3年級的女學生。

### 反派角色
布萊克（ブラック・スカルズ）

奇拉

神崎狂（かんざき きょう）
聲：不詳 （日本）
私立戯堂高校的男學生。以前與一条一起混的夥伴，兩人無惡不作，但後來一条改邪歸正後，神崎仍繼續作惡，更想利用一条的樂團來販賣毒品，藉著毒品的力量，讓神崎擊倒了一条，卻不敵無敵的日日野，更被日日野教訓只不過是個逃避一切的喪家犬。
後來神崎再次挑戰日日野，而這次是憑著自己的力量，最後雖然落得慘敗的結果，但也使神崎擺脫了纏繞於自己心中的陰影。也成為本書第一受歡迎的反派，神崎也是本作唯一敢二次挑戰日日野的反派。
丸鬼戸零二（まるきど れいじ）
聲：矢尾一樹（日本）
楽園高校的轉學生，富豪的兒子。
豪田
聲：石塚運昇（日本）
丸鬼戸的保鑣，元拳擊手。

冰堂純一（ひどう じゅんいち）
聲：檜山修之（日本）
肩繰高校棒球社社員。
宮村
聲：西村朋紘（日本）
肩繰高校棒球社社員。
岩田
聲：乃村健次（日本）
肩繰高校棒球社社員。
影野道行（かげの みちゆき）
聲：龍田直樹（日本）
「影野画廊」代表董事。
影野聰（かげの サトシ）
聲：拡森信吾（日本）
戯堂高校的男學生。

0

1

2

III（3）

4

5

six（6）

7

8

9

X（10）

15

黒咲仁（くろさき じん）
聲：辻谷耕史（日本）
私立紫怨高校的男學生。
天草鬼郎（あまくさ きろう）
聲：矢尾一樹（日本）
摩天女学院高校併校的男學生。
鮫島
葦怒高校的男學生。
薊
聲：關俊彦（日本）
鬼門高校鬼衆的1人。
魅上明（みかみ あきら）
声：不詳 （日本）
医學科大的男學生。
荊木
聲：立木文彦（日本）
戯堂高校的男學生。
伸二
聲：檜山修之（日本）
直美認識的學長。
直美
聲：麻丘夏未（日本）
花魁高校的女學生。

鬼衆

龍基
鬼頭直属部門的廚師。
鬼頭烈（きとう れつ）
鬼門高校的理事長。

庄野

## 出版書籍
單行本（全33卷+前篇0卷）
| 卷數 | 中文標題             | 收錄話數 | 篇章長度與介紹                             |
| ---- | -------------------- | -------- | ------------------------------------------ |
| 0    | HARELUYA             | -        | -                                          |
| 1    | 征服世界的野心       | 前言     | 日日野晴矢和岡本清次郎的相識               |
| 1    | 征服世界的野心       | 1        | 揉山老大初登場                             |
| 1    | 征服世界的野心       | 2        | 岡本的夢想                                 |
| 1    | 征服世界的野心       | 3~7      | 滑輪盜賊篇/山奈露美初登場                  |
| 2    | 不屈不撓             | 8~16     | 地獄幻象篇/一條誠、神崎狂初登場            |
| 3    | 轉學生               | 17~18    | 愛情喜劇篇                                 |
| 3    | 轉學生               | 19~25    | 轉校生篇（富二代丸鬼戶零二、黑拳手豪田）   |
| 4    | KO                   | 26~34    | 轉校生篇（富二代丸鬼戶零二、黑拳手豪田）   |
| 5    | Born to be mild      | 35~37    | 演唱會篇                                   |
| 5    | Born to be mild      | 38~43    | 棒球篇                                     |
| 6    | 激烈的棒球賽         | 44~52    | 棒球篇                                     |
| 7    | 命運的相會之卷       | 52~54    | 棒球篇                                     |
| 7    | 命運的相會之卷       | 55~57    | 柏布老伯篇（柏布老伯北原俊太郎登場）       |
| 7    | 命運的相會之卷       | 58       | 約會                                       |
| 7    | 命運的相會之卷       | 59~60    | Million篇（以數字排名的暴力團伙）          |
| 8    | GUNS & BOYS          | 61~69    | Million篇（以數字排名的暴力團伙）          |
| 9    | 炎之搖滾男孩         | 70~79    | Million篇（以數字排名的暴力團伙）          |
| 10   | TUNE LOVE            | 80~85    | Million篇（以數字排名的暴力團伙）          |
| 10   | TUNE LOVE            | 86~88    | 寶藏篇（飛龍夾克）                         |
| 11   | HAPPY BIRTHDAY 2 YOU | 89~97    | 寶藏篇（飛龍夾克）                         |
| 12   | HATE & WAR           | 98~106   | 神崎歸來篇（日日野與神崎的對決）           |
| 13   | PAINT IT BLACK       | 107~108  | 神崎歸來篇（日日野與神崎的對決）           |
| 13   | PAINT IT BLACK       | 109~115  | 摩天女子學院（伊部麗子登場）               |
| 14   | R&R靈魂              | 116~119  | 摩天女子學院（伊部麗子登場）               |
| 14   | R&R靈魂              | 120~124  | 搖滾男孩篇（雨宮、椎名登場，搖滾樂隊組成） |
| 15   | SHOUT! SHOUT! SHOUT! | 125~133  | 搖滾男孩篇（雨宮、椎名登場，搖滾樂隊組成） |
| 16   | 命運                 | 134~138  | 搖滾男孩篇（雨宮、椎名登場，搖滾樂隊組成） |
| 16   | 命運                 | 139~142  | 爭奪名畫篇                                 |
| 17   | JUMP!                | 143~151  | 爭奪名畫篇                                 |
| 18   | OUTSIDE              | 152~154  | 爭奪名畫篇                                 |
| 18   | OUTSIDE              | 155~160  | 夢殿學院篇（揉山的妹妹登場）               |
| 19   | 遊戲男孩             | 161~165  | 夢殿學院篇（揉山的妹妹登場）               |
| 19   | 遊戲男孩             | 166~169  | 遊戲男孩篇（真人對戰格鬥遊戲）             |
| 20   | 直美                 | 170~178  | 遊戲男孩篇（真人對戰格鬥遊戲）             |
| 21   | 超無敵               | 179~187  | 遊戲男孩篇（真人對戰格鬥遊戲）             |
| 22   | 青春之光             | 188      | 遊戲男孩篇（真人對戰格鬥遊戲）             |
| 22   | 青春之光             | 189~196  | 成人錄影帶篇（美女校醫登場）               |
| 23   | MAX                  | 197~205  | 成人錄影帶篇（美女校醫登場）               |
| 24   | 愛與正義             | 196~208  | 成人錄影帶篇（美女校醫登場）               |
| 24   | 愛與正義             | 209~214  | 美國牛仔篇                                 |
| 25   | GHOST                | 215~223  | 美國牛仔篇                                 |
| 26   | STARDUST KIDS        | 214~226  | 美國牛仔篇                                 |
| 26   | STARDUST KIDS        | 227~229  | 日日野的約會                               |
| 26   | STARDUST KIDS        | 230~232  | 黑暗菜單篇                                 |
| 27   | 暗之宴               | 233~241  | 黑暗菜單篇                                 |
| 28   | VOICE                | 242~250  | 黑暗菜單篇                                 |
| 29   | 百鬼夜行             | 251~259  | 黑暗菜單篇                                 |
| 30   | DRAGON               | 260~268  | 黑暗菜單篇                                 |
| 31   | 京都之行             | 269      | 失明少女                                   |
| 31   | 京都之行             | 270      | 告白                                       |
| 31   | 京都之行             | 271      | 清志郎的夢想                               |
| 31   | 京都之行             | 272~277  | 京都旅行篇（清志郎去法國）                 |
| 32   | 惡夢                 | 278~286  | 京都旅行篇（清志郎去法國）                 |
| 33   | BOY!!                | 287~291  | 京都旅行篇（清志郎去法國）                 |
| 33   | BOY!!                | 292~293  | 新學期                                     |
| 33   | BOY!!                | 294      | 樂園                                       |
| 33   | BOY!!                | 295      | BØY（結局）                                |

## 電視動畫
以『HARELUYA II BØY』為題，1997年4月7日於同年9月29日到1997年6月2日播放，全25話。於東京電視台毎週月曜日播出，台灣由中都卡通台跟中視播放，由於劇中的暴力情節，是少數在台灣首播就被放入深夜時段的日本動畫。

### 製作人員
- 監督：江上潔
- 系列構成：今川泰宏
- 人物設計：岸田隆宏
- 美術：松宮正純
- 色彩設計：服部真依
- 撮影監督：金子仁
- 編集：瀬山武司
- 録音演出：亀山俊樹
- 音楽：小林信吾
- 製片人：大野実、浅利義美
- 動畫制作：TRIANGLE STAFF
- 製作：BØY製作委員会、讀賣廣告社

### 主題曲
片頭曲
「TIGHT-BREAK」
作詞：柴田浩之、倉增啓，作曲：森川浩憲，編曲：矢吹俊郎，主唱：SPYKE
片尾曲
「WORDS OF FREE」 （第1話 - 第13話）
作詞：柴田浩之、倉增啓，作曲：柴田浩之，編曲：大平勉，主唱：SPYKE
「クロゼットフリーク」 （第14話 - 第25話）
作詞：柴田浩之、倉增啓，作曲：森川浩憲，編曲：矢吹俊郎，主唱：SPYKE

### 各話列表
| 話數 | 日文副標題    | 中文標題        | 劇本         | 分鏡                    | 演出           | 作畫監督          | 放送日        | 收錄VHS |
| ---- | ------------- | --------------- | ------------ | ----------------------- | -------------- | ----------------- | ------------- | ------- |
| 1    | 岡本清志朗    | 岡本清志朗      | 今川泰宏     | 江上潔                  | 江上潔         | 高鉾誠            | 1997年 4月7日 | VOL.1   |
| 2    | 山奈みちる    | 山奈美露        | 今川泰宏     | 上田茂                  | 上田茂         | 進藤満尾 星名靖男 | 4月14日       | VOL.1   |
| 3    | 一条誠        | 一条誠          | 今川泰宏     | 鈴木利正                | 鈴木利正       | 村田雅彦          | 4月21日       | VOL.1   |
| 4    | ボブじいさん  | 柏布爺爺        | 今川泰宏     | 御厨恭輔                | 御厨恭輔       | 青木悠三          | 4月28日       | VOL.1   |
| 5    | 北原俊太朗    | 北原俊太朗      | 今川泰宏     | 則座誠                  | 則座誠         | 村田雅彦          | 5月5日        | VOL.2   |
| 6    | 揉山正象      | 揉山正象        | 今川泰宏     | 日色如夏                | 日色如夏       | 徳田夢之介        | 5月12日       | VOL.2   |
| 7    | 愛原めぐみ    | 愛原惠          | 佐藤和治     | えんどうてつや 加瀬充子 | 上田茂         | 星名靖男          | 5月19日       | VOL.2   |
| 8    | 望月ゆか      | 望月由香        | こぐれ今日子 | 高松信司 江上潔         | 日色如夏       | 関口雅浩          | 5月26日       | VOL.2   |
| 9    | 本城勇一      | 本城勇一        | 今川泰宏     | 青木新一郎              | 青木新一郎     | 河村明夫          | 6月9日        | VOL.3   |
| 10   | 野原るい      | 野原琉瑋        | 今川泰宏     | 湊屋夢吉                | 則座誠         | 高鉾誠            | 6月16日       | VOL.3   |
| 11   | 叶さやか      | 葉沙彌香        | もとひら了   | 御厨恭輔 湊屋夢吉       | 御厨恭輔       | 関口雅浩          | 6月23日       | VOL.3   |
| 12   | レイラ        | 麗萊            | 北嶋博明     | 上田茂                  | 上田茂         | 星名靖男          | 6月30日       | VOL.3   |
| 13   | 神野みこ      | 神野巫女        | きだつよし   | 日色如夏                | 日色如夏       | 関口雅浩          | 7月7日        | VOL.4   |
| 14   | 揉山静花      | 揉山静花        | 今川泰宏     | 為家尽人                | 為家尽人       | 為家尽人          | 7月14日       | VOL.4   |
| 15   | 伊部麗子      | 伊部麗子        | 佐藤和治     | いまざきいつき          | いまざきいつき | 伊魔崎斎          | 7月21日       | VOL.4   |
| 16   | 美津濃かや    | 美津濃香也      | こぐれ今日子 | 湊屋夢吉                | 松浦錠平       | 関口雅浩          | 7月28日       | VOL.4   |
| 17   | 実相寺あきこ  | 實相寺秋子      | 北嶋博明     | 諸谷英重                | 福島宏之       | 星名靖男          | 8月4日        | VOL.5   |
| 18   | 丸鬼戸零二I   | 丸鬼戶零二（1） | 今川泰宏     | 佐藤浩史                | 御厨恭輔       | 寺沢伸介          | 8月11日       | VOL.5   |
| 19   | 丸鬼戸零二II  | 丸鬼戶零二（2） | 今川泰宏     | 青木雄三                | 青木雄三       | 関口雅浩          | 8月18日       | VOL.5   |
| 20   | 丸鬼戸零二III | 丸鬼戶零二（3） | 今川泰宏     | 都留稔幸                | 西山明樹彦     | 村田雅彦          | 8月25日       | VOL.5   |
| 21   | 渚乃なつみ    | 渚乃夏美        | きだつよし   | 福島宏之                | 福島宏之       | 関口雅浩          | 9月1日        | VOL.6   |
| 22   | 桃山太郎I     | 桃山太郎（1）   | もとひら了   | 日色如夏                | 日色如夏       | 為家尽人          | 9月8日        | VOL.6   |
| 23   | 桃山太郎II    | 桃山太郎（2）   | もとひら了   | 赤西柿太                | 石崎すすむ     | 星名靖男          | 9月15日       | VOL.6   |
| 24   | 桃山太郎III   | 桃山太郎（3）   | もとひら了   | 松浦錠平                | 松浦錠平       | 高鉾誠            | 9月22日       | VOL.6   |
| 25   | 日々野晴矢    | 日日野晴矢      | 佐藤和治     | 江上潔                  | 江上潔         | 関口雅浩          | 9月29日       | VOL.6   |

## 資料來源
1. ↑  .   [2015-11-09]. （原始内容存档于2016-03-03）.
2. ↑  中视版本。
3. ↑  動畫第25話聲優表上表記無。
4. ↑  動畫第4話聲優表上表記無。